# Ceyhun Eriş
Ceyhun Eriş (* 15. Mai 1977 in Istanbul) ist ein ehemaliger türkischer Fußballspieler. Seine Eltern stammen aus der nordöstlichen Provinz-Hauptstadt Giresun.

## Karriere

### Verein
Eriş begann seine Karriere bei den Amateuren von Galatasaray Istanbul. Dort wurde er in der Saison 1997/98 türkischer Meister. Danach spielte er bei Siirtspor, Fenerbahçe Istanbul, MKE Ankaragücü, Göztepe Izmir, Konyaspor und Samsunspor. Bei Siirtspor hat Eriş gute Leistungen bewiesen. Fenerbahçe wurde auf den Spieler aufmerksam und verpflichtete ihn. Bei Fenerbahçe jedoch hatte Eriş keine Chance; die Konkurrenz im Mittelfeld war damals zu groß, deshalb wechselte er wieder in Richtung Anatolien. Während der Saison 2006/07 zeigte Eriş erneut eine gute Leistung bei Ankaragücü, und Trabzonspor verpflichtete ihn für eine Ablöse von 500.000 Euro in der Winterpause. Am 12. Januar 2008 wurde sein Vertrag bei Trabzonspor aufgelöst.
Anfang April 2013 gab er das Ende seiner Karriere bekannt.

## Erfolge
Göztepe Izmir
- Play-off-Sieger der TFF 1. Lig und Aufstieg in die Süper Lig: 1998/99